# Potion magique
 (mars 2015).

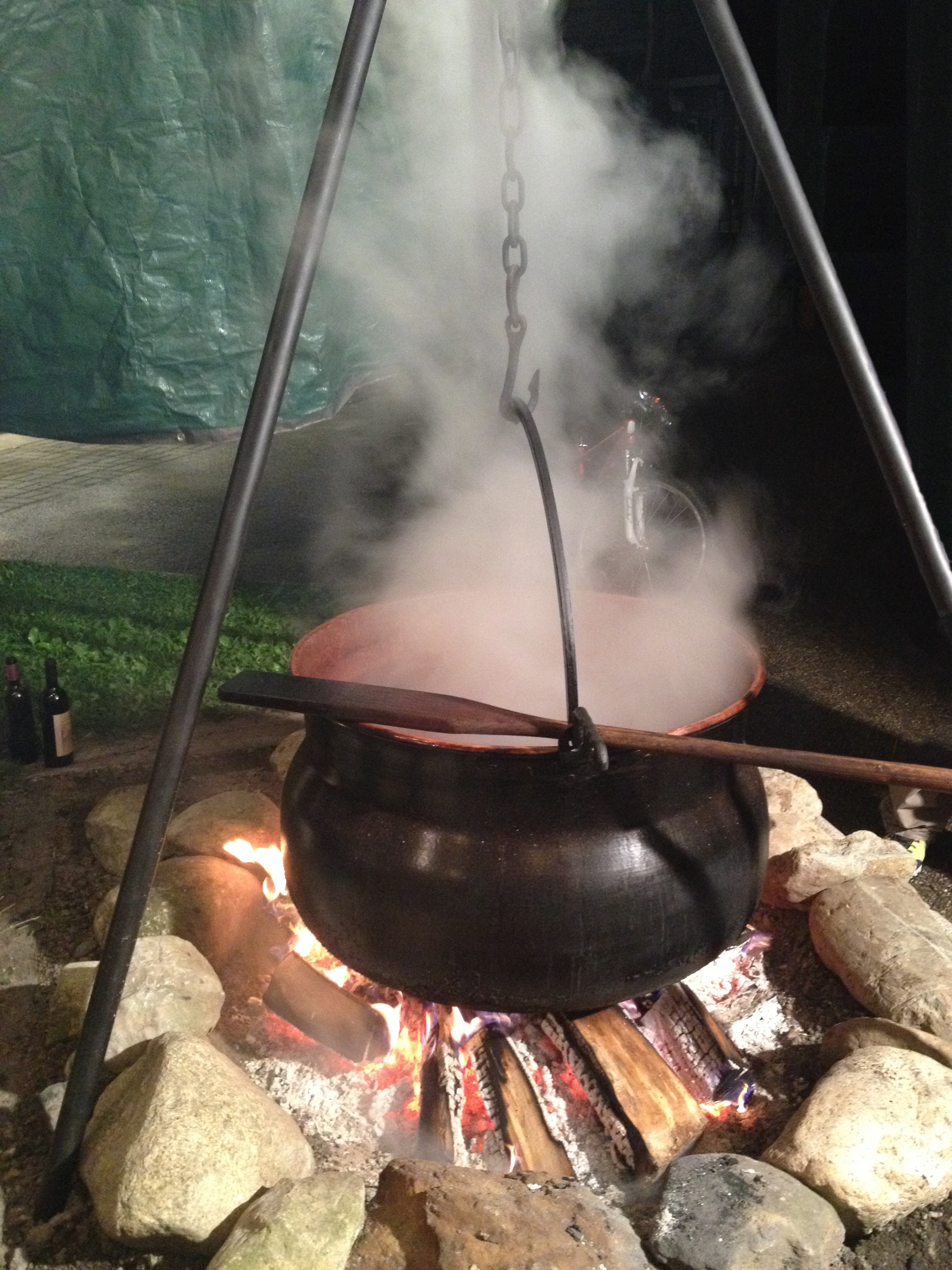
Type de chaudron sur feu de bois employé par Panoramix.

La potion magique est un breuvage imaginaire qui donne une force surhumaine à quiconque la boit dans l'univers d'Astérix, série de bande dessinée créée par René Goscinny et Albert Uderzo. Par extension, le nom est donné dans le langage populaire aux produits dopants utilisés par les sportifs.

## Origine
Dans le monde d'Asterix, l'origine de cette potion se perd dans la nuit des temps. La recette ne se transmet que « de bouche de druide à oreille de druide ». Le détenteur actuel (à l'heure des aventures) est le druide Panoramix, qui garde jalousement le secret, que ce soit pour la gloire, l'or ou sous la torture. La potion magique est réalisée dans une marmite dont le contenu doit être chauffé et touillé pendant la préparation.
Dans le film Astérix : Le Secret de la potion magique, une fillette du village nommée Pectine connaît elle aussi la recette de la potion magique et se dit incapable de l'oublier. L'apprenti druide Téléférix et le druide déchu Sulfurix la connaissent également, à l'exception du dernier ingrédient secret caché dans le manche de la serpe d'or de Panoramix.
Dans la série Astérix et Obélix : Le Combat des chefs, la recette perdue, Panoramix s'essaye à la reproduire, en vain. Un jour, un enfant maladroit s'approchait, curieux, du chaudron du druide jusqu'à basculer par mégarde dans le contenant, muni d'un trèfle à quatre feuilles. Cet ingrédient s'avéra être l'élément manquant à Panoramix, et la potion magique est ainsi complétée. Cet enfant, était Obélix.

## Ingrédients
La liste complète des ingrédients est inconnue, mais voici néanmoins la liste des ingrédients connus :
| Ingrédients              | Observations | Sources                                                                                                   |
| ------------------------ | --- | --- |
| Gui                      | Cueilli obligatoirement avec une serpe d'or.                                                                                           | La Serpe d'or, p. 6, 5e case, La Zizanie, planches 35 et 36                                               |
| Homard                   | Facultatif mais donne du goût. | Astérix le Gaulois, p. 8, 4e case et Astérix et le Griffon, p. 24, 10e case.                              |
| Fraises                  | Facultatif mais donne du goût. | Astérix le Gaulois                                                                                        |
| Carottes                 | | Astérix et les Goths, p. 36, 4e case et Astérix et le Griffon, p. 22, 8e case.                            |
| Sel                      | | Astérix et les Goths, p. 36, 8e case , Le Devin, p. 40, 4e case et Astérix et le Griffon, p. 31, 6e case. |
| Trèfle à quatre feuilles | Devient instable aux basses températures provoquant la perte des vertus magiques                                                       | Le Combat des chefs, p. 9, 1re case et p. 11, 2e case et Astérix et le Griffon, p. 19 3e case             |
| Un peu de poisson        | (Raisonnablement frais.) | La Grande Traversée, p. 9, 2e case.                                                                       |
| Huile de roche           | Une seule goutte suffit ; elle est avantageusement remplacée par du jus de betteraves, tout aussi efficace et qui donne meilleur goût. | L'Odyssée d'Astérix, p. 13, 4e case.                                                                      |
| Jus de betteraves        | Pour remplacer l'huile de roche, donne meilleur goût.                                                                                  | L'Odyssée d'Astérix, p. 47, 5e case.                                                                      |
| Miel                     | | Astérix chez les Bretons [réf. à confirmer]                                                               |
| Hydromel                 | | Astérix chez les Bretons [réf. à confirmer]                                                               |

Parallèlement aux ingrédients mentionnés au fil des albums, le jeu vidéo Astérix Maxi-Delirium inclut un mini-jeu dans lequel le joueur doit récolter des ingrédients pour les apporter à Panoramix. Parmi ceux-ci, on peut mentionner : œufs, champignons, feuilles de houx, roses, tournesols, poissons, myosotis, salade…

## Agréments
Cette potion qui a un goût de potage aux légumes peut être agrémentée en 
- soupe de poisson
- omelette au fromage
- canard à l'orange
- praliné

## Anecdotes
- Obélix est tombé dedans quand il était petit. De ce fait, chez lui, les effets sont permanents.
  - Il est possible de reboire de la potion même si les effets agissent encore, mais la dose ingurgitée ne doit pas être trop importante, sinon le consommateur se retrouve changé en granit (cela arrive à Obélix et, plus tard, à l'amiral Cétinconsensus dans La Galère d'Obélix). Pourtant, Astérix a déjà bu une marmite entière à lui seul (Astérix le Gaulois), sans en ressentir les effets négatifs. Obélix a quant à lui bu une potion magique entière en plus de celle qu'il a ingurgitée dans son enfance, soit deux marmites.
- On ignore les limites de la force donnée par la potion. Dans Les 12 travaux d'Astérix, Obélix soulève six éléphants, ce qui équivaut à près de 36 tonnes (même le sol sous les pieds d'Obélix ne tient pas). Dans l'adaptation cinématographique d'Astérix et Obélix : Mission Cléopâtre, Obélix soulève le sphinx (environ 20 000 tonnes mais non sans difficulté) pour y cacher le nez qu'il a cassé en l'escaladant et dans Astérix et la surprise de César Obélix fait écrouler partiellement le Colisée de Rome en rentrant dans un mur alors qu'il l'avait fait involontairement.
- Dans l'adaptation cinématographique très libre de Claude Zidi, Astérix et Obélix contre César, le druide Mathusalix, arrière-grand-père de Panoramix, connaît le secret de la potion magique. Il peut l'améliorer en y ajoutant du lait de licorne à deux têtes, créant ainsi des clones ayant une force surhumaine.
- Dans les films, la potion aurait un effet de dix minutes, contre plusieurs heures dans la bande dessinée (Astérix le Gaulois). Par ailleurs, il est possible de boire une rasade avant de dormir pour profiter des effets dès le réveil (Astérix légionnaire).
- Les instances sportives olympiques considèrent que la potion magique est un produit dopant et est donc interdite d'usage lors des compétitions olympiques (Astérix aux Jeux olympiques) au grand dam d'Astérix.
- La potion permet de recouvrer la voix quand on est aphone (Astérix chez Rahàzade). En outre, elle remet également sur pieds les personnes inconscientes (L'Odyssée d'Astérix).
- Donnée au barde Assurancetourix, elle augmente considérablement la puissance de son chant, au point de faire tomber la pluie sur l'Inde dans Astérix chez Rahàzade. Quand le chant est effectué sans mélodie particulière, cela produit un son horrible qui notamment fit fuir les habitants du Domaine des Dieux dans le film d'animation éponyme. Toutefois, ce chant n'est pas directement entendu par le spectateur, car du point de vue des Gaulois s'étant bouché les oreilles avec des légumes (à l'exception de quelques secondes quand Obélix décide d'en retirer un, avant de se raviser).
- Le breuvage augmente également considérablement la vitesse, ce qui permet à Astérix de battre le Grec Mérinos, l’homme le plus rapide du monde, dans Les Douze Travaux d'Astérix.
- Le breuvage ne rend pas invulnérable ; on le sait notamment dès le premier album où Caliguliminix (en réalité, Caligula Minus) est assommé par le rocher qu'il avait soulevé pour l'exemple; Panoramix déclare qu'il y a une autre potion pour l'invulnérabilité « mais c'est une tout autre histoire ». Ce détail est revenu quand on voit qu'Obélix hurle de douleur en recevant une flèche dans les fesses (Astérix chez Rahàzade), il en va de même pour Cétautomatix qui se fait mal en frappant un casque de gladiateur avec lequel s'est protégé Assurancetourix dans Les Douze Travaux d'Astérix.
- Dans Astérix et les Indiens, la potion magique est d'abord verte et ensuite rouge.
- Le breuvage agit également sur les animaux (Idéfix, Chanteclairix dans La Rentrée Gauloise, une taupe dans Astérix et les Indiens ou encore une mouche) et accélère la floraison.
- Dans Astérix et les Goths, Panoramix demande à un garde de prison de lui procurer les ingrédients entrant dans la fabrication de la potion. Celui-ci en a donc possédé la formule complète, sans toutefois en connaître l'usage…
- Dans Les 12 travaux d'Astérix on voit que la potion magique peut également permettre d'ingérer plus de nourriture car Obélix mange un éléphant, mais aussi d'autres animaux entiers et d'autres nourritures sans la moindre difficulté et ressent même encore de la faim dans l'épreuve suivante alors qu'il a mangé une quantité de nourriture largement plus grande que son propre corps. Il déclare que le cuisinier l'a "laissé tomber, juste après les hors d’œuvre", et sous entend plus tard qu'il aurait mangé la Bête de l'épreuve concernée, sans qu'on ne connaisse sa nature ou sa taille.
- Dans l'album Le ciel lui tombe sur la tête, la potion magique permet à Astérix, Obélix, Idéfix et Panoramix d'éviter la paralysie subie par les gaulois du village à cause du vaisseau de l'extraterrestre Toune.
- Si on laisse la potion magique vieillir, ses effets deviennent foudroyants. Astérix et Panoramix en ont fait l'expérience en buvant la potion gardée par le maître de Panoramix, Archéoptérix (Le Papyrus de César).
- Cylindric le germain, dans Les 12 travaux d'Astérix, est à ce jour le seul personnage à avoir trouvé le moyen de vaincre à mains nues la potion magique car il vainc Obélix en se servant de sa force par des prises spéciales. Il dit aussi à Astérix, en utilisant la force d'Obélix : « plus l'adversaire il est fort, mieux ça marche » et c'est pour cela qu'Astérix utilise l’intelligence et non la potion pour vaincre le Germain.
- Dans Astérix et le Griffon, il apparaît que la potion magique perd ses vertus quand elle gèle, du fait du trèfle à quatre feuilles entrant dans sa composition, qui est instable à basses températures. Panoramix essaye d'en refaire avec les moyens du bord, mais crée un Bortsch qui guérit son rhume.
- Dans, les films d'animation d'Alexandre Astier et Louis Clichy, la potion ne peut donner la force surhumaine sans l'ajout par Panoramix, à l'abri des regards, d'un ultime ingrédient secret de nature inconnue, caché dans le manche de la serpe d'or du druide. Non achevée, elle peut tout de même induire des effets : dans Le Secret de la potion magique, elle amplifie les pouvoirs de pyromancie de Sulfurix.

## Place dans la série
À l'origine, la potion magique ne devait apparaître que dans le premier album : Astérix le Gaulois. René Goscinny dira en effet plus tard : « Quant à la potion magique, qui donne une force surhumaine aux Gaulois irréductibles, elle ne devait figurer que dans le premier épisode. Mais elle a connu un tel succès que nous l'avons gardée. »